# Damacsava
Damacsava (Дамачава, oroszul Домачёво) városi jellegű település Fehéroroszország Breszti területének Breszti járásában. A Nyugati-Bug partján fekszik, a folyó hídja egyben közúti határátkelő Lengyelország (Sławatycze) felé. Breszttől 47 km-re délre található, a P94-es főút köti össze a járási székhellyel. Vasúti állomás a Breszt-Tamasovka vasútvonalon. 1940-1956 között járási székhely volt. A holokauszt előtt jelentős számú zsidó lakossága volt. Fő nevezetessége az 1905-ben épült Szent Luki-fatemplom. A helyi középiskolában irodalmi múzeum működik. A breszti út mellett áll a német megszállás alatt megölt gyerekek emlékműve. Gazdasága: élelmiszeripar, homokbányászat.